# 近藤千雄
近藤 千雄（こんどう かずお、1935年 - 2012年）は、日本の翻訳家、作家、スピリチュアリズム研究家。台湾生まれ、広島県福山市育ち。

## 来歴
幼少時、母に奇妙な出来事が起こる体験を見聞きする。戦後すぐ兄を交通事故で亡くし、霊界への興味を持ち、浅野和三郎などの本を読むようになる。
高校時代、九州にやってきた霊能力者の間部詮信に出会う。間部は知るはずの無い兄の想いを語り、聞いていた母は霊界の存在を確信する。近藤はそれに間接的に影響を受け、自身の道を決定付けた体験だと語る。
その後、交霊会などを体験。明治学院大学英文科卒業。在学中から今日に至るまで英米の原典の研究と翻訳に従事。1981年・1984年英国を訪問、著名霊媒、心霊治療家に会って親交を深める。
霊界やスピリチュアリズム関する多くの書籍翻訳をおこなった。

## 訳書・著書
- 古代霊は語る
- シルバーバーチの霊訓
- ベールの彼方の生活
- インペレーターの霊訓
- これが死後の世界だ
- これが超能力だ
- 超能力を開発する本
- 母と子の心霊教室
- 霊体手術の奇跡
- 心霊と進化と
- 霊力を呼ぶ本
- これが心霊(スピリチュアリズム)の世界だ
- 私は霊力の証を見た
- 現代人の処方箋
- 霊は実在する、しかし　真贋乱舞の中で
- シルバーバーチ愛の摂理
- シルバーバーチ愛の力
- シルバーバーチ愛の絆
- モーゼスの「霊訓」
- 霊能開発入門
- 妖精物語
- 妖精世界
- 妖精(フェアリー)
- 世界心霊宝典
- ブルーアイランド（タイタニック沈没から始まった永遠の旅）
- ペットは死後も生きている（ペットが死ぬとき）
- 人生は霊的巡礼の旅
- 霊的人類史は夜明けを迎える
- 古代霊シルバーバーチ不滅の真理
- 古代霊シルバーバーチ新たなる啓示
- 古代霊シルバーバーチ最後の啓示
- コナン・ドイルの心霊学
- レッドマンのこころ
- 心霊科学本格入門
- スピリチュアリズムと宇宙哲学
- シルバーバーチは語る
- スピリチュアリズムの神髄
- マイヤースの通信
- 霊訓
- 霊界通信 ベールの彼方の生活
- イエス・キリスト失われた物語―聖書が書かなかった生と死の真実
- シルバーバーチ今日のことば
- 迷える霊(スピリット)との対話
- 背後霊の不思議―あなたの運勢を開く
- 古武士霊は語る―実録・幽顕問答より
- 私の霊界紀行―驚異の幽体離脱体験記
- 人生は本当の自分を探すスピリチュアルな旅
- 日本人の心のふるさと“かんながら”と近代の霊魂学“スピリチュアリズム”